# Adesmus murutinga
Adesmus murutinga är en skalbaggsart som beskrevs av Martins och Maria Helena M. Galileo 2004. Adesmus murutinga ingår i släktet Adesmus och familjen långhorningar. Inga underarter finns listade i Catalogue of Life.